# Premio Nacional de Poesía (Estados Unidos)

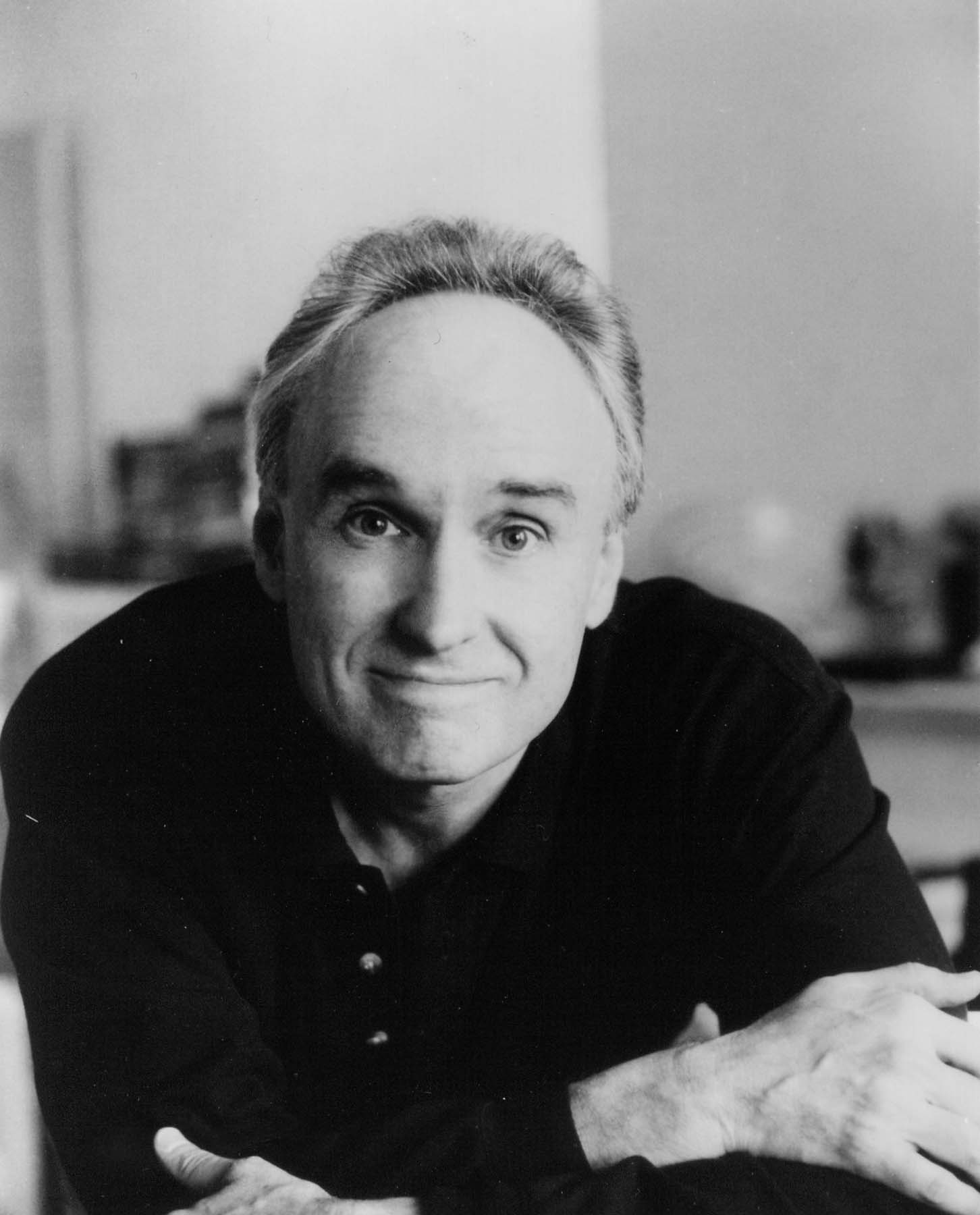
Frank Bidart, ganador del premio nacional de 2017.

El Premio Nacional de Poesía de Estados Unidos (en inglés: National Book Award for Poetry) se otorga cada año al mejor volumen de poesía desde 1950. Los poetas más laureados con dos victorias han sido A. R. Ammons (1973, 1993), Alan Dugan (1962, 2001), Philip Levine (1980, 1991), James Merrill (1967, 1979), Theodore Roethke (1959, 1965) y Wallace Stevens (1951, 1955).
No se otorgó ningún premio entre 1984 y 1990.

## Ganadores
| Año        | Premiado                | Título                                                   | Título en español |
| ---------- | ----------------------- | -------------------------------------------------------- | ----------------- |
| 1950       | William Carlos Williams | Paterson: Book Three & Selected Poems (dos libros)       |                   |
| 1951       | Wallace Stevens         | The Auroras of Autumn                                    |                   |
| 1952       | Marianne Moore          | Collected Poems                                          |                   |
| 1953       | Archibald MacLeish      | Collected Poems, 1917–1952                               |                   |
| 1954       | Conrad Aiken            | Collected Poems                                          |                   |
| 1955       | Wallace Stevens         | The Collected Poems of Wallace Stevens                   |                   |
| 1956       | W. H. Auden             | The Shield of Achilles                                   |                   |
| 1957       | Richard Wilbur          | Things of the World                                      |                   |
| 1958       | Robert Penn Warren      | Promises: Poems, 1954–1956                               |                   |
| 1959       | Theodore Roethke        | Words for the Wind                                       |                   |
| 1960       | Robert Lowell           | Life Studies                                             |                   |
| 1961       | Randall Jarrell         | The Woman at the Washington Zoo                          |                   |
| 1962       | Alan Dugan              | Poems                                                    |                   |
| 1963       | William Stafford        | Traveling Through the Dark                               |                   |
| 1964       | John Crowe Ransom       | Selected Poems                                           |                   |
| 1965       | Theodore Roethke        | The Far Field                                            |                   |
| 1966       | James Dickey            | Buckdancer’s Choice: Poems                               |                   |
| 1967       | James Merrill           | Nights and Days                                          |                   |
| 1968       | Robert Bly              | The Light Around the Body                                |                   |
| 1969       | John Berryman           | His Toy, His Dream, His Rest                             |                   |
| 1970       | Elizabeth Bishop        | The Complete Poems                                       |                   |
| 1971       | Mona Van Duyn           | To See, To Take                                          |                   |
| 1972       | Howard Moss             | Selected Poems                                           |                   |
| 1972       | Frank O’Hara            | The Collected Works of Frank O’Hara                      |                   |
| 1973       | A. R. Ammons            | Collected Poems, 1951–1971                               |                   |
| 1974       | Allen Ginsberg          | The Fall of America: Poems of these States, 1965–1971    |                   |
| 1974       | Adrienne Rich           | Diving into the Wreck: Poems 1971–1972                   |                   |
| 1975       | Marilyn Hacker          | Presentation Piece                                       |                   |
| 1976       | John Ashbery            | Self-portrait in a Convex Mirror                         |                   |
| 1977       | Richard Eberhart        | Collected Poems, 1930–1976                               |                   |
| 1978       | Howard Nemerov          | The Collected Poems of Howard Nemerov                    |                   |
| 1979       | James Merrill           | Mirabell: Book of Numbers                                |                   |
| 1980       | Philip Levine           | Ashes                                                    |                   |
| 1981       | Lisel Mueller           | The Need to Hold Still                                   |                   |
| 1982       | William Bronk           | Life Supports: New and Collected Poems                   |                   |
| 1983       | Galway Kinnell          | Selected Poems                                           |                   |
| 1983       | Charles Wright          | Country Music: Selected Early Poems                      |                   |
| 1984– 1990 | Premios desiertos       | Premios desiertos                                        | Premios desiertos |
| 1991       | Philip Levine           | What Work Is                                             |                   |
| 1992       | Mary Oliver             | New & Selected Poems                                     |                   |
| 1993       | A. R. Ammons            | Garbage                                                  |                   |
| 1994       | James Tate              | A Worshipful Company of Fletchers                        |                   |
| 1995       | Stanley Kunitz          | Passing Through: The Later Poems                         |                   |
| 1996       | Hayden Carruth          | Scrambled Eggs & Whiskey, Poems 1991–1995                |                   |
| 1997       | William Meredith        | Effort at Speech: New & Selected Poems                   |                   |
| 1998       | Gerald Stern            | This Time: New and Selected Poems                        |                   |
| 1999       | Ai                      | Vice: New & Selected Poems                               |                   |
| 2000       | Lucille Clifton         | Blessing the Boats: New and Selected Poems 1988–2000     |                   |
| 2001       | Alan Dugan              | Poems Seven: New and Complete Poetry                     |                   |
| 2002       | Ruth Stone              | In the Next Galaxy                                       |                   |
| 2003       | C. K. Williams          | The Singing                                              |                   |
| 2004       | Jean Valentine          | Door in the Mountain: New and Collected Poems, 1965–2003 |                   |
| 2005       | W. S. Merwin            | Migration: New and Selected Poems                        |                   |
| 2006       | Nathaniel Mackey        | Splay Anthem                                             |                   |
| 2007       | Robert Hass             | Time and Materials                                       |                   |
| 2008       | Mark Doty               | Fire to Fire: New and Selected Poems                     |                   |
| 2009       | Keith Waldrop           | Transcendental Studies: A Trilogy                        |                   |
| 2010       | Terrance Hayes          | Lighthead                                                |                   |
| 2011       | Nikky Finney            | Head Off & Split                                         |                   |
| 2012       | David Ferry             | Bewilderment: New Poems and Translations                 |                   |
| 2013       | Mary Szybist            | Incarnadine                                              |                   |
| 2014       | Louise Glück            | Faithful and Virtuous Night                              |                   |
| 2015       | Robin Coste Lewis       | Voyage of the Sable Venus                                |                   |
| 2016       | Daniel Borzutzky        | The Performance of Becoming Human                        |                   |
| 2017       | Frank Bidart            | Half-light: Collected Poems 1965–2016                    |                   |
| 2018       | Justin Phillip Reed     | Indecency                                                |                   |
| 2019       | Arthur Sze              | Sight Lines                                              |                   |
| 2020       | Don Mee Choi            | DMZ Colony                                               |                   |
| 2021       | Martín Espada           | Floaters                                                 |                   |